# Ministerium für wirtschaftliche Entwicklung der Russischen Föderation
Das Ministerium für wirtschaftliche Entwicklung der Russischen Föderation (russisch Министерство экономического развития Российской Федерации), oft abgekürzt als Minekonom, ist ein Bundesministerium der Regierung Russlands.

## Geschichte
Das Ministerium für wirtschaftliche Entwicklung Russlands ist der direkte Nachfolger des Staatlichen Planungskomitees der UdSSR, das bis April 1991 bestand. Die anfänglichen Aufgaben des Ministeriums waren die landesweite Planung für die Entwicklung der Volkswirtschaft der UdSSR und die Kontrolle über die Umsetzung der nationalen Wirtschaftspläne. Nach dem Zerfall der Sowjetunion und damit dem endgültigen Übergang von einer Plan- zu einer Marktwirtschaft war es notwendig, die Aktivitäten der Abteilung neu auszurichten.
Der erste Transformationsphase fand 1990 statt. So wurde anstelle des abgeschafften Gosplans der RSFSR das Staatskomitee der RSFSR für Wirtschaft geschaffen. Ein Jahr später, am 30. Juli 1991, wurde das Komitee in das Wirtschaftsministerium der RSFSR umgewandelt. Seitdem besitzt das Ressort die Stellung eines Bundesministeriums.
Im Laufe der Jahre hat das Ministerium seinen Namen und Zuständigkeitsbereich mehrfach geändert:
- Am 11. November 1991 wurde das Wirtschaftsministerium der RSFSR mit dem Finanzministerium der RSFSR zu dem Ministerium für Wirtschaft und Finanzen der RSFSR verschmolzen[3];
- Am 19. Februar 1992 wurden die Ministerien erneut in zwei unabhängige Resorts aufgeteilt: das Wirtschaftsministerium der Russischen Föderation und das Finanzministerium der Russischen Föderation[4];
- Im Mai 2000 kam es zur Bildung des Ministeriums für wirtschaftliche Entwicklung und des Handels der Russischen Föderation, welches einige der Funktionen des Wirtschaftsministeriums der Russischen Föderation, des Ministeriums der Russischen Föderation für GUS-Angelegenheiten, des Handelsministeriums der Russischen Föderation, des Staatskomitees der Russischen Föderation für den Norden, des föderalen Dienstes für Währungs- und Ausfuhrkontrolle und das reformierte Ministerium der Russischen Föderation für Körperkultur, Sport und Tourismus übernahm[5];
- Im Mai 2008 wurden die Funktionen der Regulierung von Handelsfragen vom Ministerium für wirtschaftliche Entwicklung und des Handels der Russischen Föderation an das Ministerium für Industrie und Handel der Russischen Föderation übertragen. In diesem Zusammenhang wurde das Ministerium für wirtschaftliche Entwicklung und Handel in das Ministerium für wirtschaftliche Entwicklung der Russischen Föderation umbenannt.[6]

## Minister
- 14. Juli 1990 bis 13. Februar 1991: Gennadi Innokentjewitsch Filschin im Amt des Leiters des Staatskomitees für Wirtschaft der RSFSR
- 15. August 1991 bis 15. November 1991: Jewgeni Fjodorowitsch Saburow im Amt des Stellvertretenden Vorsitzenden des Ministerrates der RSFSR sowie des Wirtschaftsministers der RSFSR
- 11. November 1991 bis 19. Februar 1992: Jegor Timurowitsch Gaidar im Amt des Finanz- und Wirtschaftsministers der RSFSR
- 19. Februar 1992 bis 25. März 1993: Alexei Andrejewitsch Netschajew im Amt des Wirtschaftsministers der RSFSR bzw. ab dem 16. Mai 1992 Finanzminister der Russischen Föderation
- 15. April 1993 bis 18. September 1993: Oleg Iwanowitsch Lobow im Amt des Ersten stellvertretenden Vorsitzenden des Ministerrats der Regierung der Russischen Föderation sowie Wirtschaftsminister der Russischen Föderation
- 20. Januar 1994 bis 6. November 1994: Alexander Nikolajewitsch Schochin im Amt des Wirtschaftsministers der Russischen Föderation und seit dem 23. März 1994 Stellvertretender Vorsitzender der Regierung der Russischen Föderation im Amt des Wirtschaftsministers der Russischen Föderation
- 8. November 1994 bis 17. März 1997: Jewgeni Gregorjewitsch Jasin im Amt des Wirtschaftsministers der Russischen Föderation
- 17. März 1997 bis 25. September 1998: Jakow Moissejewitsch Urinson im Amt des Stellvertretenden Ministerpräsidents von Russland sowie Wirtschaftsministers der Russischen Föderation
- 25. September 1998 bis 7. Mai 2000: Andrei Georgijewitsch Schapowaljans im Amt des Wirtschaftsministers der Russischen Föderation
- 18. Mai 2000 bis 24. September 2007: Herman Oskarowitsch Gref im Amt des Ministers für wirtschaftliche Entwicklung und des Handels der Russischen Föderation
- 24. September 2007 bis 21. Mai 2012: Elwira Sachipsadowna Nabiullina im Amt des Ministers für wirtschaftliche Entwicklung und des Handels der Russischen Föderation seit 12. Mai 2008 im Amt des Ministers für wirtschaftliche Entwicklung der Russischen Föderation
- 21. Mai 2012 bis 24. Juni 2013: Andrei Remowitsch Beloussow im Amt des Ministers für wirtschaftliche Entwicklung der Russischen Föderation
- 24. Juni 2013 bis 15. November 2016 Alexei Walentinowitsch Uljukajew im Amt des Ministers für wirtschaftliche Entwicklung der Russischen Föderation
- 15. November 2016 bis 30. November 2016 Jewgeni Iwanowitsch Jelin im Amt des kommissarischen Ministers für wirtschaftliche Entwicklung der Russischen Föderation
- 30. November 2016 bis 21. Januar 2020 Maxim Stanislawowitsch Oreschkin im Amt des Ministers für wirtschaftliche Entwicklung der Russischen Föderation

Seit dem 21. Januar 2020 ist Maxim Reschetnikow Minister für wirtschaftliche Entwicklung der Russischen Föderation.